# Philipp Friedrich Buchner
Philipp Friedrich Buchner, także Buchnero, Bucnero (ur. 11 września 1614 w Wertheim, zm. 23 marca 1669 w Würzburgu) – niemiecki kompozytor i organista.

## Życiorys
Jako chłopiec był chórzystą w Barfüßerkirche we Frankfurcie nad Menem, gdzie następnie w latach 1634–1636 pełnił funkcję organisty. Od około 1641 do około 1645 roku działał na dworze wojewody ruskiego i krakowskiego Stanisława Lubomirskiego w Wiśniczu. Podczas pobytu w Polsce przeszedł na katolicyzm. W kolejnych latach przebywał przypuszczalnie we Włoszech i Francji. W 1647 roku został kapelmistrzem na dworze biskupa Johanna Philippa von Schönborna w Würzburgu.
Opublikował 2 zbiory kompozycji wokalno-instrumentalnych Concerti ecclesiastici na 2–5 głosów i basso continuo (Wenecja 1642 i 1644), pisał też utwory instrumentalne, w tym zbiór sonat Harmonia instrumentalis (Würzburg 1664). Twórczość Buchnera należy stylistycznie do okresu wczesnego baroku. Concerti ecclesiastici reprezentują typ koncertu wieloodcinkowego, stosowana jest w nich technika imitacyjna, muzyka przez efektywne zwroty melodyczne i chromatykę powiązana jest silnie z tekstem.